# Aage Hansen (atlet KIF)
 Der er flere personer med dette navn, se Aage Hansen.
Aage Hansen var en dansk atlet, medlem af Københavns IF og DM bronzemedaljør på 100 meter 1919.

## Danske mesterskaber
- Bronze 1919 400 meter
- Bronze 1917 Tikamp